# اريك روبنسون (سياسي)
اريك روبنسون هو سياسي كندي، ولد في 5 فبراير 1953 في كندا. حزبياً، نشط في New Democratic Party of Manitoba ‏. وقد انتخب Minister of Indigenous Reconciliation and Northern Relations (Manitoba) ‏ وانتخب Deputy Premier of Manitoba ‏.